# Prison Montluc
Cet article concerne l'ancienne prison militaire. Pour le fort Montluc de la ceinture de Lyon reconverti en hôtel de police, voir Fort Montluc.

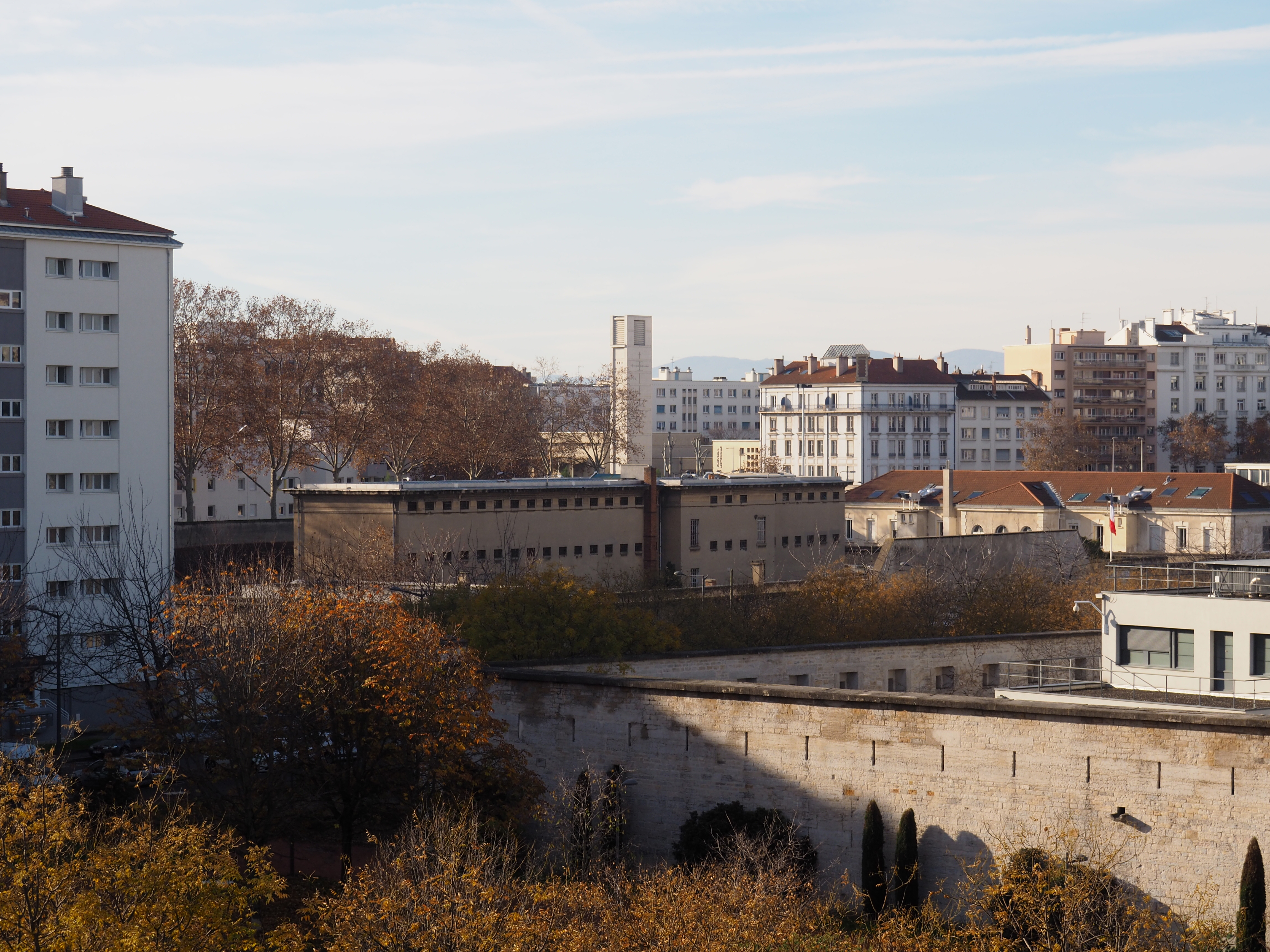
Vue sur la prison en 2019.

La prison Montluc, située 4, rue Jeanne-Hachette dans le 3e arrondissement de Lyon, est une prison militaire construite en 1921 sur les glacis du fort Montluc. Elle est particulièrement célèbre pour son rôle de lieu de détention pendant la Seconde Guerre mondiale. Plus de 10 000 personnes parmi lesquelles Jean Moulin et Marc Bloch ont transité par ce lieu entre le 17 février 1943 et le 24 août 1944.
La prison Montluc fait l’objet d’une inscription au titre des monuments historiques depuis le 25 juin 2009.

## 1921-1939: prison militaire
Décidée dès 1914, la construction de la prison de Montluc n'intervient finalement qu'en 1921 pour une inauguration au mois d'octobre. Voulus dans le cadre d'une réorganisation de la justice et d'une diminution du nombre d'établissements militaires, la prison de Montluc et le tribunal militaire qui la jouxte sont au centre de la justice militaire pour une large région sud-est. Construite sur des terrains appartenant au fort Montluc et par conséquent au Ministère de la Guerre, la prison prend le même nom que le fort mais les bâtiments demeurent bien distincts.
Petite prison composée d'un bâtiment cellulaire, d'un greffe, de cuisines, d'un pavillon des officiers, de douches et d'ateliers, Montluc dispose d'une capacité d'incarcération de 122 places en cellules individuelles pour soldats et sous-officiers et de 5 places pour les officiers.
À la suite de l'inauguration de l’Institut Franco-Chinois de Lyon au fort Saint-Irénée en septembre 1921, une centaine d'étudiants ouvriers chinois à qui on refuse l'admission, décident d'occuper le fort. Rapidement délogés par les forces de police, les étudiants sont emmenés au « Fort de Montluc ». Un rapport des événements du Préfet du Rhône au Ministère de l’Intérieur daté du 28 août 1923 précise que « Le Secrétaire Général pour la Police […] les fit transporter, faute d’autres logements disponibles, dans les dépendances du fort de Montluc où le gîte et la nourriture leur furent assurés ». Après deux semaines d'internement, le jeudi 13 octobre, les étudiants chinois sont emmenés à la gare des Brotteaux puis transférés en train vers Marseille afin d'être finalement expulsés vers la Chine en bateau. Les archives liées à cet événement mentionnent toutes le fort Montluc, mais l’identification du lieu précis (prison ou fort) n'est pas certaine, même s'il apparaît plus probable que ces étudiants aient été détenus dans le fort Montluc et non à la prison[réf. nécessaire].
Peu utilisée du fait de la libération progressive des condamnés de guerre et de la diminution constante du nombre de détenus militaires au début des années 1920, la prison Montluc est prêtée à la justice civile en 1926. Toujours très peu utilisée à cause d'une forte diminution de la population carcérale civile dans les années 1920 et 1930 (loi sur le sursis et la liberté conditionnelle), la prison ferme finalement ses portes en octobre 1932. Elle ne rouvre ses portes qu'en 1939.

## Septembre 1939 - juin 1940: une prison militaire pour la République en guerre
Dès le mois de décembre 1939, la prison Montluc est remise en service. On y trouve alors principalement les habituels justiciables de la justice militaire, mais aussi de nombreux militants communistes, victimes des premières juridictions d'exception et de l'état de siège déclaré en septembre 1939. Considérés comme portant atteinte à la sûreté intérieure de l’État depuis la signature du pacte de non agression germano-soviétique le 23 août 1939, de nombreux militants communistes sont arrêtés et conduits devant les tribunaux militaires en vertu des dispositions juridiques relatives à cet état de siège.

## Juin 1940 - novembre 1942: prison de Vichy
À la suite de la signature de l'armistice du 22 juin 1940 et à la division du territoire français en deux zones, la ville de Lyon se retrouve en zone libre. la prison de Montluc demeure ainsi militaire puisqu'une armée d'armistice est maintenue sur cette partie du territoire. Parallèlement, le vote des pleins pouvoirs constituants à Philippe Pétain et la loi constitutionnelle du 10 juillet 1940 permet à un nouveau régime de se mettre en place. Une répression violente s'engage alors contre les « ennemis de la France » et Montluc se place au cœur des politiques de répressions du régime de Vichy. Le tribunal militaire de Lyon, près lequel siège une section spéciale jusqu'en novembre 1942, juge et emprisonne à Montluc, des militaires, comme le général de Lattre de Tassigny condamné pour avoir donné ordre à ses troupes de sortir des garnisons et de combattre, des insoumis, ou ceux qui s'engagèrent en résistance. En vue des nouvelles lois liberticides, outre les nombreux communistes, on y retrouve les premiers résistants, notamment gaullistes, ainsi que les membres de groupes de pensée interdits par le régime de Vichy. La prison se remplit peu à peu mais les conditions d'internement restent, au regard des autres prisons françaises, relativement acceptables. Ce sont tout de même, dès 1941, près de 400 personnes qui sont détenus dans une prison prévue officiellement pour 127 personnes.

## Février 1943 - août 1944: prison nazie
Après l’invasion de la zone libre en novembre 1942, les Nazis convoitent rapidement la prison Montluc. Après une première réquisition d'une trentaine de cellules en janvier 1943, la prison est finalement entièrement réquisitionnée le 17 février 1943 et les autorités françaises sont évacuées. La prison devient alors une prison militaire allemande, progressivement gérée directement par Klaus Barbie.
Des milliers d’hommes et de femmes, des otages, des persécutés raciaux et des résistants, sont enfermés là, pour un temps plus ou moins long, dans des conditions de vie inhumaines, en attente de déportation ou de transfert. Composée à l'origine de 122 cellules individuelles, la prison entre progressivement avec l'arrivée des Allemands dans une période de surpopulation carcérale. Les cellules individuelles de 4 m2 contiennent jusqu'à huit détenus et on estime que de février 1943 au 24 août 1944, entre 9 000 et 10 000 détenus ont transité par la prison Montluc. Le capitaine Seive y a été détenu et a témoigné dans un récit publié en 1945. Dans son témoignage autobiographique, Béatrix de Toulouse-Lautrec relate son incarcération en ce lieu entre mai et juillet 1944 dans l'attente d'être déportée.
Jean Moulin et ses compagnons y sont internés après l'arrestation de Caluire-et-Cuire le 21 juin 1943. Le 25 août 1943, alors qu'il est condamné à mort, André Devigny parvient à s'évader de la prison ; cet exploit rarissime inspira le film Un condamné à mort s'est échappé de Robert Bresson.
En février 1944, René Carmille, directeur du Service national des Statistiques, y est interné.
Le 6 avril 1944, les enfants d'Izieu sont emmenés à la prison Montluc avant d'être déportés vers Drancy puis vers les camps d'extermination.
Entre le 8 avril et le 21 août 1944, 669 internés de la prison Montluc sont exécutés dans 33 lieux différents,. Le 12 juin 1944, 21 internés sont exécutés à Dagneux dans l'Ain. Le 19 juillet 1944,, 52 prisonniers sont fusillés à Dorieux, sur la commune de Châtillon-d’Azergues. 
Le 20 août 1944, l’armée allemande reçoit l’ordre du retrait. Toutefois les exécutions de prisonniers continuent : 120 lors du massacre du fort de Côte-Lorette à Saint-Genis-Laval le 20 août 1944. Du 17 au 21 août 1944, 109 résistants et juifs de la prison Montluc en sont évacués sur ordre de Klaus Barbie. Ils sont massacrés sur l'aérodrome de Bron les 17, 18 et 21 août 1944.
La Résistance (Yves Farge, alias Grégoire, récemment nommé Commissaire de la République par le Général De Gaulle), la Croix-Rouge et les autorités religieuses (le cardinal Gerlier) font alors pression sur les autorités allemandes pour éviter de nouvelles exécutions. Farge menace « de faire fusiller 800 Allemands prisonniers du maquis s'il arrivait quoi que ce soit aux internés de Montluc ». Quelques hommes des FFI sont postés près de la prison pour éviter toute évacuation de prisonniers.
Montluc, bien que « prison de la Gestapo », n’était pas dirigée par des SS mais par des sous-officiers de la Wehrmacht (le Hauptmann Boesche). Les Allemands quittent finalement la prison le 24 août 1944, remettant les clés à un officier français, le général Chevallier, officier détenu le plus âgé, ainsi qu'au général Touchon. Les quelque 900 internés encore à Montluc, trouvent alors refuge principalement dans des structures religieuses situées à proximité et restent cachés jusqu’à la libération de la ville de Lyon, le 3 septembre 1944. Le drapeau Français est hissé sur le toit de la prison le 25 août 1944.

## Après la Seconde Guerre mondiale
En 1947, la prison est mise à la disposition de l'administration pénitentiaire et devient le troisième quartier dépendant des « prisons de Lyon ».
En 1955, un décret précise que toutes les exécutions capitales devant avoir lieu à Lyon s'effectueront désormais à la prison Montluc. Le quartier des condamnés à mort, installé jusqu'alors à la prison Saint-Paul, y est de fait transféré, ainsi que ses deux occupants du moment. La loi n'est appliquée pour la première fois que le 6 août 1958 sur un criminel de droit commun condamné dans l'Ain.

### 1954-1962: guerre d'Algérie

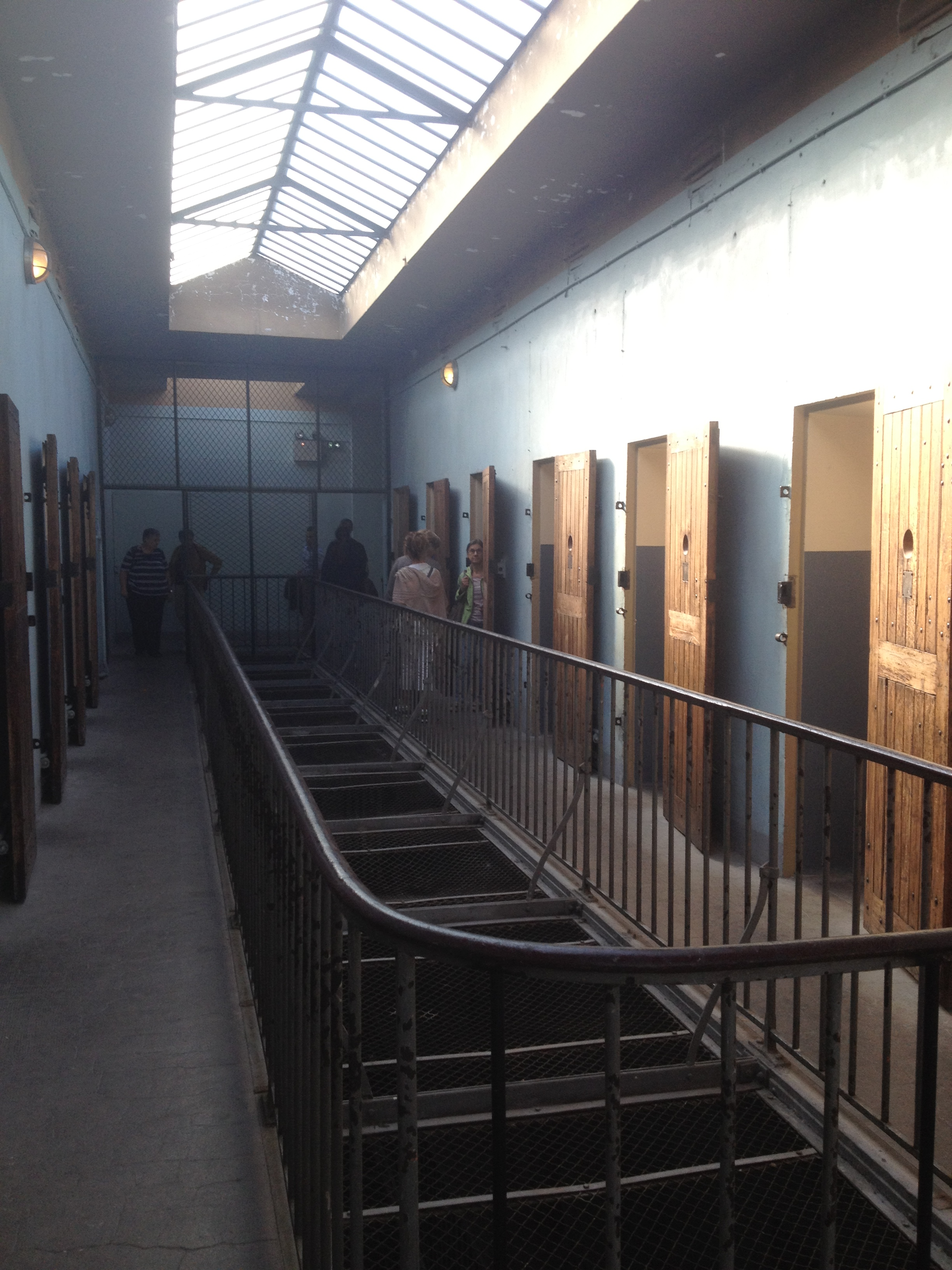
Deuxième étage de cellules.

Entre 1959 et 1961, c'est à Montluc que les Algériens membres du Front de libération nationale (FLN) et du Mouvement national algérien (MNA), condamnés à mort par le tribunal permanent des forces armées (TPFA) sont incarcérés. Onze condamnés à mort membres du FLN, dont la grâce est refusée par Charles de Gaulle, y sont guillotinés entre février 1960 et janvier 1961. La guerre d'indépendance algérienne a pour particularité de se dérouler en Algérie mais également en France métropolitaine à partir de 1957. Des affrontements sanglants opposent dans la région lyonnaise le FLN et le MNA pour l'emprise sur la population algérienne (103 morts côté FLN, 47 côté MNA) et des attentats ont lieu contre des commissariats de police dans le contexte de la guerre d'indépendance et d'une intense répression policière. Arrêtés, 850 Algériens ont été jugés au TPFA de Montluc à Lyon qui a prononcé 112 peines de mort concernant 90 individus selon l'historien Marc André.
8 exécutions de 11 membres du FLN condamnés à mort ont lieu :
- Mohamed Benzouzou, né en 1927, condamné à mort le 17 avril 1959 pour l'assassinat par balle le 6 juin 1959 de Mohamed Ounas (décédé le 29), guillotiné le 26 septembre 1959 et enterré au cimetière de la Guillotière[19],[20].
- Mouloud Aït Rabah, né le 9 juin 1926, et Ahmed Cherchari, né le 16 octobre 1920, membres de la Wilaya VII de l'ALN, arrêtés au café El Maghreb et condamnés à mort le 10 septembre 1959 pour le meurtre d'un militant du MNA et guillotinés le 23 février 1960[21],[22].
- Abdallah Kabouche, né le 28 octobre 1917, membre d'un groupe de choc, condamné à mort le 24 septembre 1959 pour le meurtre par balle, près du parc de la Tête d'or, de Lkrichi Driz, lequel avait dénoncé des membres du FLN à la police, guillotiné le 17 mars 1960[20].
- Touir Feghoul, ouvrier métallurgiste né le 8 août 1928, et Menaï Brahimi, condamnés à mort le 12 décembre 1958 pour le meurtre de M. Daoudi, un francophile qui refusait de cotiser au FLN, guillotinés le 5 avril 1960[20].
- Boukhemis Taffer, né le 13 décembre 1935, condamné à mort le 15 juin 1959 et le 23 juillet 1959 pour le meurtre de Mohamed Ezziane, un imam membre du MNA, guillotiné le 9 juillet 1960[20].
- Abderrahmane Lakhlifi, né le 14 mars 1931, condamné à mort le 10 janvier 1960 pour l'attaque du poste de police de Bellecour. Sa condamnation donne lieu à une campagne de protestations politiques (Nikita Khrouchtchev, Léo Figuères) et d'écrivains (François Mauriac, André Stil), et une pétition de personnalités lyonnaises pour la suspension des exécutions ; il est guillotiné le 30 juillet 1960[19],[20].
- Miloud Bougandoura, né en 1921, et Abdelkader Makhlouf, né le 27 mars 1931, le premier étant le chef d'un groupe de choc de Villeurbanne, spécialisé dans les exécutions de réfractaires et de membres du MNA. Ne reconnaissant pas le tribunal, ils gardent le silence et sont condamnés à mort pour sept assassinats le 23 février 1960, guillotinés le 5 août 1960. Un troisième condamné à mort dans la même affaire, Aberah Rabah, est gracié par Charles de Gaulle[23],[24].
- Salah Dekhil, membre du groupe de choc de Mohamed Achouri, condamné à mort le 21 juillet 1960 pour l'attaque du commissariat de police de la place Jean Macé et le meurtre d'un policier, guillotiné le 31 janvier 1961[20].

Pour protester contre leurs conditions de détention, les condamnés à mort décident de plusieurs grèves de la faim.
Moussa Lachtar raconte dans son livre La Guillotine publié par François Maspero en février 1962, son passage comme condamné à mort à la prison Montluc.

### Réfractaires au service national
La prison est utilisée par le tribunal permanent des forces armées de Lyon jusqu'à la suppression de cette juridiction en 1982,. Des objecteurs de conscience, des déserteurs, des insoumis et des délinquants militaires y sont incarcérés. Des réfractaires à la guerre d'Algérie y sont emprisonnés. Même après le vote du statut des objecteurs, des antimilitaristes y séjournent. Parmi eux, Michel Tachon,, François Janin et Jean-Michel Fayard, sont soutenus notamment par les manifestations du Groupe d'action et de résistance à la militarisation.
Le 2 juin 1974, trois militants du Groupe d'action et de résistance à la militarisation pénètrent de nuit, à l'aide d'une échelle, dans la prison. Il s’agit de Gérard Bayon qui y a été emprisonné l’année précédente, de Michel Guivier qui est sous le coup d’un mandat d'arrêt pour insoumission et d’Yvon Montigné. Ils entendent se déclarer solidaires de tous les réfractaires victimes de la justice militaire. Arrêtés et incarcérés six jours, ils sont condamnés à trois mois de prison avec sursis et 500 francs d’amende pour… violation de domicile !

### Prison civile

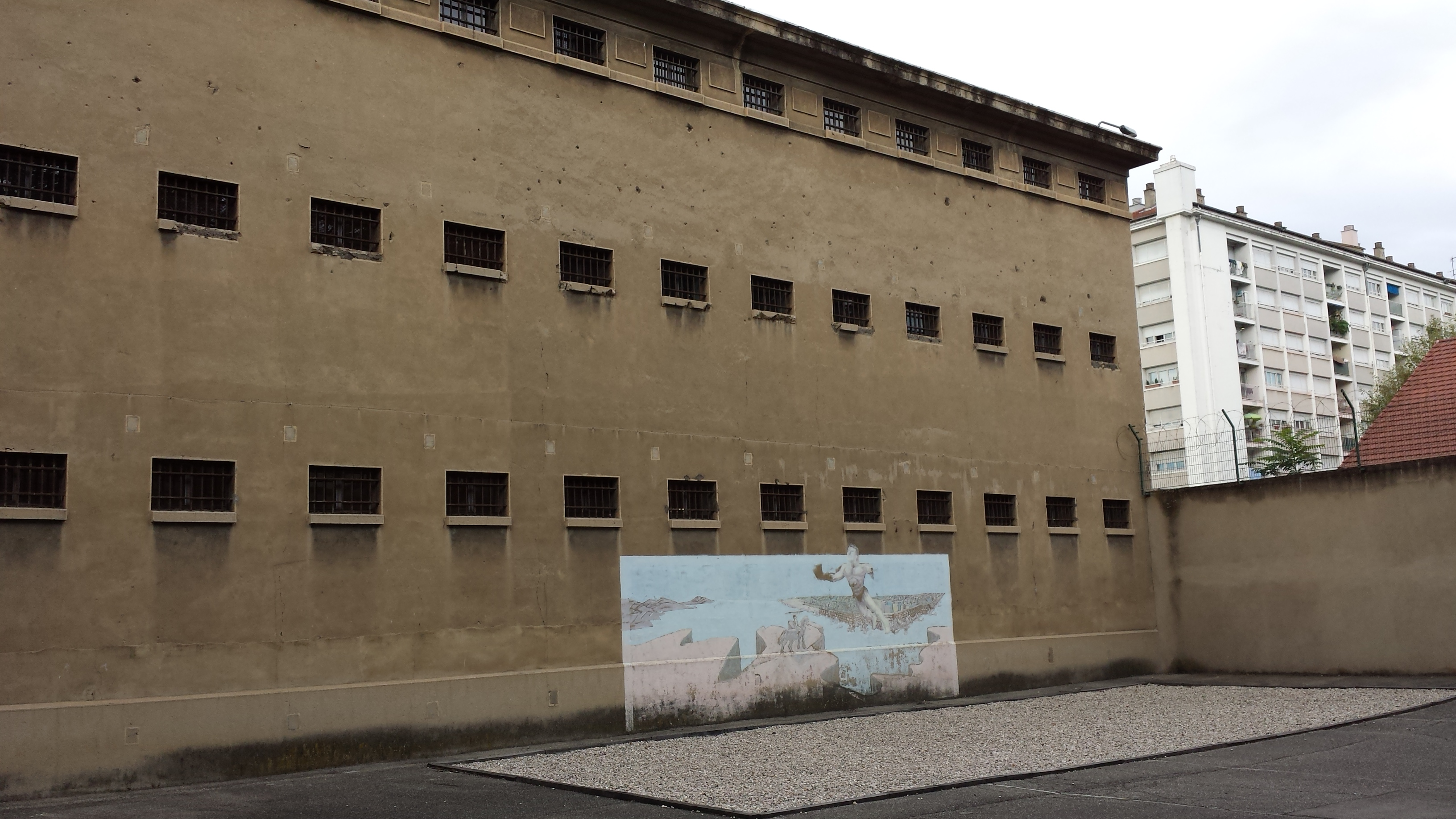
La cour de la prison Montluc. Les graviers marquent l'emplacement de la « baraque aux Juifs », où les nazis enfermaient les détenus juifs. La baraque a été rasée après la guerre.

Le 27 juin 1964, deux criminels — l'auteur d'un braquage aux usines Berliet de Vénissieux qui a mal tourné et un agresseur multirécidiviste, tueur d'un poissonnier — sont exécutés à leur tour.
La dernière mise à mort lyonnaise y a lieu le 22 mars 1966, pour un triple assassin, condamné dans la Loire.
En 1972, le dernier occupant du quartier des condamnés à mort est un braqueur de banque, Guy Chauffeur, meurtrier d'un surveillant de la prison Saint-Paul, Albert Collomp, lors d'une tentative d'évasion.
Le 16 avril 1985, Said Remli, trente-deux ans, et Boumedienne Merdji, vingt-cinq ans, ont tué à coups de gâche de serrure, le surveillant Charles Pahon, lors d'une tentative d'évasion.
En 1983, sur ordre du ministre de la Justice Robert Badinter, Klaus Barbie est incarcéré quelques jours symboliquement à Montluc après son extradition de Bolivie.
En 1997, l'aile des hommes est désaffectée et sert de lieu d'entraînement pour les équipes régionales d'intervention et de sécurité (ERIS). Seule l'aile des femmes reste en fonctionnement comme lieu de détention jusqu'à la fermeture de la prison en 2009.
En février 1999, Jamila Belkacem est placée en détention provisoire après sa mise en examen pour l'assassinat de son amant, un vétérinaire de Bourg-en-Bresse.

## Mémorial national de la prison de Montluc
En 2009, les trois prisons intra-muros de Lyon sont fermées. Grâce aux efforts de l'Association des Rescapés de Montluc, de la ville de Lyon et du préfet Jacques Gérault, une grande partie de la prison Montluc est inscrite au titre des monuments historiques et transformée en Mémorial au titre de l'internement par le régime de Vichy et les autorités allemandes pendant l'occupation 1940-1944, ouvert au public. Il est officiellement inauguré le 14 septembre 2010. Propriété du ministère des Armées qui en a confié la gestion à l'Office national des anciens combattants et victimes de guerre, le Mémorial de la prison Montluc est un des 10 hauts lieux de la mémoire nationale de ce ministère,. La prison peut être visitée gratuitement du mercredi au samedi.
Le 8 mai 2023, le président de la République Emmanuel Macron visite le mémorial dans le cadre des cérémonies de commémoration de la capitulation nazie, visite qui donne lieu, dans le contexte des protestations contre la réforme des retraites, à un bouclage complet du quartier par la police, tenant à distance une manifestation inhabituelle pour un 8 mai.

### Expositions temporaires
Le mémorial propose des expositions temporaires.
- Morts pour la France - De la prison de Montluc à la nécropole de La Doua : du 13 septembre 2019 au 27 juin 2020
- Les traces - Histoire d'une prison - Montluc 1921-2010 : du 7 septembre 2018 au 25 août 2019
- Montluc, une prison dans l'Histoire - Klaus Barbie 1987, Mémoires d'un procès : du 15 septembre 2017 au 21 juillet 2018

## La prison dans la culture

### Au cinéma
La prison sert de cadre à plusieurs films incluant notamment :
- 1956 : Un condamné à mort s'est échappé de Robert Bresson
- 1997 : Lucie Aubrac de Claude Berri